# Florin Andronescu
Florin Andronescu (n. 26 aprilie 1957, București) este unul dintre cei mai cunoscuți antreprenori din România, numele său fiind legat de companii precum Flanco și Credisson din vânzarea cărora a obținut circa 20 milioane euro.
De asemenea a dezvoltat rețeaua de clinici Sanador.